# William Brown

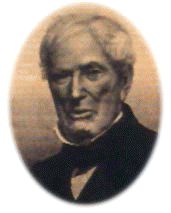
William Brown, den Argentinska flottans grundare.

William Brown, född 22 juni 1777 och död 3 mars 1857, var en sydamerikansk frihetshjälte.
William Brown var ursprungligen en irländsk sjökapten, och spelade som amiral för de upproriska argentinarna flotta en viktig roll i det argentinska självständighetskriget. Han besegrade 1814 i grund den spanska flottan, vilken dittills varit herre över La Plata-mynningen. I kriget mellan Argentina och Brasilien var han befälhavare över Argentinas flotta och vann 1827 en glänsande seger, som tryggade Argentinas välde över havet och bidrog till krigets avgörande.